# Deutsche Leichtathletik-Meisterschaften 2019/Resultate
Der Hauptteil der Wettbewerbe bei den 119. Deutschen Leichtathletik-Meisterschaften 2019 wurde am 3. und 4. August 2019 im Berliner Olympiastadion ausgetragen.
In der hier vorliegenden Auflistung werden die in den verschiedenen Wettbewerben jeweils ersten acht platzierten Leichtathletinnen und Leichtathleten aufgeführt. Die Resultate der noch auszutragenden Wettbewerbe werden im Laufe der Saison nach und nach ergänzt.
Eine Übersicht mit den Medaillengewinnerinnen und -gewinnern sowie einigen Anmerkungen zu den Meisterschaften findet sich unter Deutsche Leichtathletik-Meisterschaften 2019.
Wie immer gibt es zahlreiche Disziplinen, die zu anderen Terminen an anderen Orten stattfanden – in den folgenden Übersichten jeweils konkret benannt.

## Meisterschaftsresultate Männer

### 100 m
| Platz | Athlet, Verein                    | Zeit (s) |
| ----- | --------------------------------- | -------- |
| 1     | Michael Pohl (Sprintteam Wetzlar) | 10,27    |
| 2     | Kevin Kranz (Sprintteam Wetzlar)  | 10,29    |
| 3     | Julian Reus (Erfurter LAC)        | 10,30    |
| 4     | Patrick Domogala (MTG Mannheim)   | 10,35    |
| 5     | Joshua Hartmann (ASV Köln)        | 10,36    |
| 6     | Julian Wagner (Erfurter LAC)      | 10,38    |
| 7     | Marvin Schulte (SC DHfK Leipzig)  | 10,39    |
| 8     | Roy Schmidt (SC DHfK Leipzig)     | 10,42    |

Datum: 3. August
Wind: +0,3 m/s

### 200 m
| Platz | Athlet, Verein                              | Zeit (s) |
| ----- | ------------------------------------------- | -------- |
| 1     | Steven Müller (LG ovag Friedberg-Fauerbach) | 20,63    |
| 2     | Patrick Domogala (MTG Mannheim)             | 20,77    |
| 3     | Elias Goer (Sprintteam Wetzlar)             | 20,88    |
| 4     | Felix Straub (SC DHfK Leipzig)              | 21,05    |
| 5     | Maximilian Entholzner (1. FC Passau)        | 21,11    |
| 6     | Frieder Scheuschner (Dresdner SC)           | 21,18    |
| 7     | Roger Gurski (LG Rhein-Wied)                | 21,25    |
| 8     | Robert Hering (TV Wattenscheid 01)          | 21,41    |

Datum: 4. August
Wind: +0,1 m/s

### 400 m
| Platz | Athlet, Verein                         | Zeit (s) |
| ----- | -------------------------------------- | -------- |
| 1     | Manuel Sanders (LG Olympia Dortmund)   | 45,86    |
| 2     | Marvin Schlegel (LAC Erdgas Chemnitz)  | 46,12    |
| 3     | Tobias Lange (TSV Bayer 04 Leverkusen) | 46,27    |
| 4     | Patrick Schneider (LAC Quelle Fürth)   | 46,31    |
| 5     | Fabian Dammermann (LG Osnabrück)       | 46,45    |
| 6     | Marc Koch (LG Nord Berlin)             | 46,56    |
| 7     | Maximilian Grupen (LV 90 Erzgebirge)   | 46,91    |
| 8     | Jean Paul Bredau (SC Potsdam)          | 47,18    |

Datum: 4. August

### 800 m
| Platz | Athlet, Verein                              | Zeit (min) |
| ----- | ------------------------------------------- | ---------- |
| 1     | Marc Reuther (LG Eintracht Frankfurt)       | 1:47,22    |
| 2     | Robert Farken (SC DHfK Leipzig)             | 1:47,48    |
| 3     | Benedikt Huber (LG Telis Finanz Regensburg) | 1:48,01    |
| 4     | Christian von Eitzen (LC Rehlingen)         | 1:48,39    |
| 5     | Jan Riedel (Dresdner SC)                    | 1:49,34    |
| 6     | Nicolai Christ (SG Schorndorf)              | 1:50,55    |
| 7     | Constantin Schulz (LC Cottbus)              | 1:50,56    |
| DNS   | Julius Lawnik (LG Braunschweig)             |            |

Datum: 4. August

### 1500 m
| Platz | Athlet, Verein                                      | Zeit (min) |
| ----- | --------------------------------------------------- | ---------- |
| 1     | Amos Bartelsmeyer (LG Eintracht Frankfurt)          | 3:56,34    |
| 2     | Marc Tortell (TV Rendel)                            | 3:56,76    |
| 3     | Jens Mergenthaler (SV Winnenden)                    | 3:56,81    |
| 4     | Timo Benitz (LG farbtex Nordschwarzwald)            | 3:57,17    |
| 5     | Lukas Abele (SSC Hanau-Rodenbach)                   | 3:57,22    |
| 6     | Maximilian Sluka (Hallesche Leichtathletik-Freunde) | 3:58,08    |
| 7     | Maximilian Pingpank (Hannover Athletics)            | 3:58,30    |
| 8     | Dennis Gerhard (LAZ PUMA Rhein-Sieg)                | 3:58,31    |

Datum: 4. August

### 5000 m
| Platz | Athlet, Verein                               | Zeit (min) |
| ----- | -------------------------------------------- | ---------- |
| 1     | Richard Ringer (LC Rehlingen)                | 14:01,69   |
| 2     | Sam Parsons (LG Eintracht Frankfurt)         | 14:02,38   |
| 3     | Amanal Petros (TV Wattenscheid 01)           | 14:02,99   |
| 4     | Maximilian Thorwirth (SFD 75 Düsseldorf-Süd) | 14:04,03   |
| 5     | Sebastian Hendel (LG Vogtland)               | 14:04,31   |
| 6     | Florian Orth (LG Telis Finanz Regensburg)    | 14:06,69   |
| 7     | Simon Boch (LG Telis Finanz Regensburg)      | 14:07,75   |
| 8     | Kilian Schreiner (ASC 1990 Breidenbach)      | 14:08,92   |

Datum: 4. August

### 10.000 m
| Platz | Athlet, Verein                                | Zeit (min) |
| ----- | --------------------------------------------- | ---------- |
| 1     | Richard Ringer (LC Rehlingen)                 | 28:28,89   |
| 2     | Sebastian Hendel (LG Vogtland)                | 28:43,67   |
| 3     | Simon Boch (LG Telis Finanz Regensburg)       | 28:45,34   |
| 4     | Samuel Fitwi (LG Vulkaneifel)                 | 28:52,03   |
| 5     | Philipp Pflieger (LG Telis Finanz Regensburg) | 29:02,15   |
| 6     | Markus Görger (LAC Freiburg)                  | 29:09,19   |
| 7     | Aaron Bienenfeld (SSC Hanau-Rodenbach)        | 29:12,30   |
| 8     | Nils Voigt (TV Wattenscheid 01)               | 29:15,17   |

Datum: 8. Juni
fand in Essen statt

### 10-km-Straßenlauf
| Platz | Athlet, Verein                                | Zeit (min) |
| ----- | --------------------------------------------- | ---------- |
| 1     | Amanal Petros (TV Wattenscheid 01)            | 28:54      |
| 2     | Simon Boch (LG Telis Finanz Regensburg)       | 28:56      |
| 3     | Dominik Notz (LG Telis Finanz Regensburg)     | 28:58      |
| 4     | Samuel Fitwi (LG Vulkaneifel)                 | 29:16      |
| 5     | Simon Stützel (LG Region Karlsruhe)           | 29:26      |
| 6     | Thorben Dietz (LG Filstal)                    | 29:30      |
| 7     | Konstantin Wedel (LG Telis Finanz Regensburg) | 29:36      |
| 8     | Florian Orth (LG Telis Finanz Regensburg)     | 29:41      |

Datum: 15. September
fand in Siegburg statt

### 10-km-Straßenlauf, Mannschaftswertung
| Platz | Verein, Besetzung                                                             | Zeit (h) |
| ----- | ----------------------------------------------------------------------------- | -------- |
| 1     | LG Telis Finanz Regensburg I (Simon Boch, Dominik Notz, Konstantin Wedel)     | 1:27:30  |
| 2     | LG Telis Finanz Regensburg II (Florian Orth, Kevin Key, Tim Ramdane Cherif)   | 1:29:22  |
| 3     | LG Region Karlsruhe (Simon Stützel, Christoph Wallner, Jasper Püschel)        | 1:31:06  |
| 4     | LC Rehlingen (Tobias Blum, Steffen Justus, Alexander Bock)                    | 1:31:27  |
| 5     | LG Braunschweig (Karsten Meier, Tim-Niklas Schwippel, Joseph Katib)           | 1:32:14  |
| 6     | LG Nord Berlin (Lennart Mesecke, Thilo Brill, Dan Bürger)                     | 1:33:02  |
| 7     | TV Konstanz (Florian Röser, Luca Völkle, Paul Snehotta)                       | 1:34:39  |
| 8     | LG Telis Finanz Regensburg III (Moritz Beinlich, Fabian Lutz, Fabian Laukamp) | 1:34:40  |

Datum: 15. September
fand in Siegburg statt

### Halbmarathon
| Platz | Athlet, Verein                                | Zeit (h) |
| ----- | --------------------------------------------- | -------- |
| 1     | Moritz Beinlich (LG Telis Finanz Regensburg)  | 1:04:25  |
| 2     | Dominik Notz (LG Telis Finanz Regensburg)     | 1:04:28  |
| 3     | Simon Boch (LG Telis Finanz Regensburg)       | 1:04:36  |
| 4     | Simon Stützel (LG Region Karlsruhe)           | 1:04:45  |
| 5     | Konstantin Wedel (LG Telis Finanz Regensburg) | 1:05:15  |
| 6     | Thorben Dietz (LG Filstal)                    | 1:05:16  |
| 7     | Florian Röser (TV Konstanz)                   | 1:05:41  |
| 8     | Marco Kern (LG farbtex Nordschwarzwald)       | 1:05:57  |

Datum: 7. April
fand in Freiburg statt

### Halbmarathon, Mannschaftswertung
| Platz | Verein, Besetzung                                                               | Zeit (h) |
| ----- | ------------------------------------------------------------------------------- | -------- |
| 1     | LG Telis Finanz Regensburg I (Moritz Beinlich, Dominik Notz, Simon Boch)        | 3:13:26  |
| 2     | LG Telis Finanz Regensburg II (Konstantin Wedel, Kevin Key, Tim Ramdane Cherif) | 3:17:48  |
| 3     | LAV Stadtwerke Tübingen (Lorenz Baum, Michael Wörnle, Timo Göhler)              | 3:26:11  |
| 4     | LG Region Karlsruhe (Simon Stützel, Joshua Stickinger, Lucas Bittigkoffer)      | 3:29:40  |
| 5     | LG farbtex Nordschwarzwald (Marco Kern, Nils Holocher, Sebastian Karl)          | 3:30:04  |
| 6     | LG Olympia Dortmund (David Valentin, Steven Orlowski, Max Nores)                | 3:31:07  |
| 7     | LAC Freiburg (Filmon Teklebrhan, Marius Trompetter, Frederik Schäfer)           | 3:32:45  |
| 8     | LG Passau (Tobias Schreindl, Maxim Fuchs, Giovani Gonzalez Popoca)              | 3:33:22  |

Datum: 7. April
fand in Freiburg statt

### Marathonlauf, 42.195 m
| Platz | Athlet, Verein                         | Zeit (h) |
| ----- | -------------------------------------- | -------- |
| 1     | Tom Gröschel (TC FIKO Rostock)         | 2:13:49  |
| 2     | Simon Stützel (LG Region Karlsruhe)    | 2:18:58  |
| 3     | Tobias Schreindl (LG Passau)           | 2:21:51  |
| 4     | Joachim Krauth (VfL Sindelfingen)      | 2:24:54  |
| 5     | Tim Niklas Schwippel (LG Braunschweig) | 2:25:11  |
| 6     | Enrico Dietrich (TuS 08 Lintorf)       | 2:25:25  |
| 7     | Hannes Hähnel (SC Frankfurt)           | 2:25:29  |
| 8     | Jan Knutzen (SG Akquinet Lemwerder)    | 2:25:33  |

Datum: 28. April
fand im Rahmen des Düsseldorf-Marathons statt

### Marathonlauf, Mannschaftswertung
| Platz | Verein, Besetzung                                                              | Zeit (h) |
| ----- | ------------------------------------------------------------------------------ | -------- |
| 1     | LG Passau (Tobias Schreindl, Maxim Fuchs, Stephan Fruhmann)                    | 7:23:57  |
| 2     | LG Region Karlsruhe I (Simon Stützel, Sebastian Pieczarek, Karsten Müller)     | 7:24:08  |
| 3     | LSF Münster (Sven Serke, Yannick Rinne, Simon von Martial)                     | 7:34:58  |
| 4     | LAC Olympia 88 Berlin I (Tobias Singer, Ludwig Schwark, Rico Berger)           | 7:48:30  |
| 5     | LG Region Karlsruhe II (Stefan Fritz, Patrick Hilpert, Alexander Sutschet)     | 7:54:46  |
| 6     | TV Waldstraße Wiesbaden (Jannik Ernst, Markus Zerres, Jens Bäss)               | 7:54:54  |
| 7     | LAC Olympia 88 Berlin II (Ron Scheduikat, Matti Schneider, Christian Krannich) | 8:25:54  |
| 8     | LAZ Puma Rhein-Sieg (Christian Beelitz, Jens Röskens, Dirk Breunung)           | 3:33:22  |

Datum: 28. April

fand im Rahmen des Düsseldorf-Marathons statt

### 50-km-Straßenlauf
| Platz | Athlet, Verein                                   | Zeit (h) |
| ----- | ------------------------------------------------ | -------- |
| 1     | Marcel Bräutigam (GutsMuths-Rennsteiglaufverein) | 2:51:55  |
| 2     | Benedikt Hoffmann (TSG 1845 Heilbronn)           | 2:54:43  |
| 3     | Florian Neuschwander (Spiridon Frankfurt)        | 2:54:53  |
| 4     | Jan Kerkmann (TSVE 1890 Bielefeld)               | 3:00:27  |
| 5     | Frank Merrbach (LG Nord Berlin Ultrateam)        | 3:01:57  |
| 6     | Marco Bscheidl (LG Passau)                       | 3:03:42  |
| 7     | Gerrit Wegener (Die Laufpartner)                 | 3:07:20  |
| 8     | Alexander Dautel (LG Nord Berlin Ultrateam)      | 3:07:48  |

Datum: 30. März
fand in Grünheide statt

### 50-km-Straßenlauf, Mannschaftswertung
| Platz | Verein, Besetzung                                                              | Zeit (h) |
| ----- | ------------------------------------------------------------------------------ | -------- |
| 1     | LG Nord Berlin Ultrateam I (Frank Merrbach, Alexander Dautel, Enrico Wiessner) | 9:21:56  |
| 2     | LG Passau (Marco Bscheidl, Giovani Gonzalez Popoca, Alex Sellner)              | 9:40:47  |
| 3     | Laufgemeinschaft Würzburg (Florian Reus, Rainer Wilfried Koch, Marcus Wieser)  | 10:55:05 |
| 4     | Die Laufpartner (Gerrit Wegener, Rainer Knust, Detlef Hasenpusch)              | 10:59:26 |
| 5     | Team Icehouse (Hans Eichmüller, Frank Burger, Rüdiger Burger)                  | 11:26:38 |
| 6     | LG Nord Berlin Ultrateam II (Erik Weick, Christian Karbe, Stu Thoms)           | 11:35:18 |
| 7     | LG Ultralauf (Falk Sittner, Hans-Dieter Jancker, Walter Hösch)                 | 11:39:20 |
| 8     | Laufclub BlueLiner (Matthias Wilshusen, Bernd Kalinowski, Michael Brandt)      | 12:28:36 |

Datum: 30. März
fand in Grünheide statt

### 100-km-Straßenlauf
| Platz | Athlet, Verein                            | Zeit (h) |
| ----- | ----------------------------------------- | -------- |
| 1     | André Collet (Aachener TG)                | 6:53:22  |
| 2     | Martin Ahlburg (LG Nord Berlin Ultrateam) | 7:11:16  |
| 3     | Alexander Sellner (LG Passau)             | 7:42:35  |
| 4     | Michael Ohler (TSV 1886 Kandel)           | 7:44:43  |
| 5     | Ruben Welsch (LC DIABÜ Eschenburg)        | 7:52:16  |
| 6     | Jörg Hooß (LTF Marpingen)                 | 7:53:35  |
| 7     | Marcell Dahringer (LSG Weiher)            | 7:55:50  |
| 8     | Jürgen Keller (LG Filstal)                | 8:21:52  |

Datum: 21. September
fand in Kandel statt

### 100-km-Straßenlauf, Mannschaftswertung
| Platz | Verein, Besetzung                                                  | Zeit (h) |
| ----- | ------------------------------------------------------------------ | -------- |
| 1     | TSV 1886 Kandel (Michael Ohler, Dirk Karl, Norden ben Hassan)      | 27:01:59 |
| 2     | LG Ultralauf (Boris Tomaschewski, Klaus Haake, Sebastian Riebandt) | 28:52:51 |
| 3     | LSG Karlsruhe (Harald Menzel, Wolfgang Neuweiler, Irwan Harianto)  | 31:08:53 |

Datum: 21. September
fand in Kandel statt
nur drei Mannschaften in der Wertung

### 110 m Hürden
| Platz | Athlet, Verein                          | Zeit (s) |
| ----- | --------------------------------------- | -------- |
| 1     | Gregor Traber (LAV Stadtwerke Tübingen) | 13,68    |
| 2     | Martin Vogel (SC DHfK Leipzig)          | 13,88    |
| 3     | Maximilian Bayer (MTV 1881 Ingolstadt)  | 13,89    |
| 4     | Erik Balnuweit (TV Wattenscheid 01)     | 14,11    |
| 5     | Stefan Volzer (VfL Sindelfingen)        | 14,20    |
| 6     | René Mählmann (TSV Bayer 04 Leverkusen) | 14,22    |
| 7     | Tim Eikermann (TSV Bayer 04 Leverkusen) | 14,22    |
| 8     | Jan Schindzielorz (LG Forchheim)        | 14,40    |

Datum: 3. August
Wind: +1,5 m/s

### 400 m Hürden
| Platz | Athlet, Verein                            | Zeit (s) |
| ----- | ----------------------------------------- | -------- |
| 1     | Constantin Preis (VfL Sindelfingen)       | 49,32    |
| 2     | Luke Campbell (LG Eintracht Frankfurt)    | 49,56    |
| 3     | Joshua Abuaku (LG Eintracht Frankfurt)    | 49,75    |
| 4     | Emil Agyekum (SCC Berlin)                 | 49,99    |
| 5     | Janis-Elias Pohl (LG Eintracht Frankfurt) | 50,96    |
| 6     | Tim Holzapfel (LG Steinlach-Zollern)      | 52,05    |
| 7     | Lukas Peter (LC Jena)                     | 52,75    |
| DSQ   | Michael Adolf (TSV Gräfelfing)            |          |

Datum: 4. August

### 3000 m Hindernis
| Platz | Athlet, Verein                                | Zeit (min) |
| ----- | --------------------------------------------- | ---------- |
| 1     | Karl Bebendorf (Dresdner SC)                  | 8:33,59    |
| 2     | Martin Grau (Erfurter LAC)                    | 8:33,84    |
| 3     | Patrick Karl (TV Ochsenfurth)                 | 8:38,39    |
| 4     | Konstantin Wedel (LG Telis Finanz Regensburg) | 8:43,65    |
| 5     | Robert Baumann (LAV Stadtwerke Tübingen)      | 8:46,71    |
| 6     | Fabian Clarkson (SCC Berlin)                  | 8:51,52    |
| 7     | Lennart Mesecke (LG Nord Berlin)              | 8:54,19    |
| 8     | Nick Jaeger (TSV Penzberg)                    | 8:54,23    |

Datum: 3. August

### 4 × 100 m Staffel
| Platz | Verein, Besetzung                                                                         | Zeit (s) |
| ----- | ----------------------------------------------------------------------------------------- | -------- |
| 1     | SC DHfK Leipzig (Felix Straub, Niels Torben Giese, Roy Schmidt, Marvin Schulte)           | 39,02    |
| 2     | Sprintteam Wetzlar (Yanic Berthes, Kevin Kranz, Elias Goer, Michael Pohl)                 | 39,17    |
| 3     | StG VfB Stuttgart (Philipp Corucle, Alexander Czysch, Moritz Riekert, Fabian Heinle)      | 39,66    |
| 4     | TV Wattenscheid 01 (Kevin Ugo, Robert Hering, Alexander Kosenkow, Philipp Trutenat)       | 39,68    |
| 5     | LG Rhein-Wied (Daniel Roos, Roger Gurski, Pascal Kirstges, Hendrik Reinhard)              | 39,85    |
| 6     | LG Stadtwerke München (Yannick Wolf, Fabian Olbert, Florian Knerlein, Vincente Graiani)   | 40,33    |
| 7     | TSV Bayer 04 Leverkusen (Hendrik Jürgens, Tobias Lange, Jonas Breitkopf, Daniel Hoffmann) | 40,55    |
| 8     | VfL Wolfsburg (Magnus Bunar, Johannes Breitenstein, Björn Bunar, Deniz Almas)             | 40,65    |

Datum: 4. August
Die Reihenfolge dieser Staffel wurde aus vier Zeitendläufen ermittelt.

### 4 × 400 m Staffel
| Platz | Verein, Besetzung                                                                                  | Zeit (min) |
| ----- | -------------------------------------------------------------------------------------------------- | ---------- |
| 1     | TSV Gräfelfing (Michael Adolf, Benedikt Wiesend, Arne Leppelsack, Johannes Trefz)                  | 3:09,10    |
| 2     | VfL Sindelfingen (Yannik Frers, Yannic Krings, Leonard Baranski, Constantin Preis)                 | 3:13,51    |
| 3     | StG Chemnitz Erzgebirge (Maximilian Grupen, Patrick Elger, Aurelio Maulana, Marvin Schlegel)       | 3:13,81    |
| 4     | LT DSHS Köln (Florian Weeke, Felix Thurn, Dominik Wotzka, Michel Richert)                          | 3:17,25    |
| 5     | LG farbtex Nordschwarzwald (Johannes Nortmeyer, Tilman Jedlitschka, Manuel Wagner, Patrick Becker) | 3:17,67    |
| 6     | LG Olympia Dortmund (Henrik Krause, Lorenz Niedrig, Lasse Funck, Manuel Sanders)                   | 3:20,74    |
| 7     | TSG Bergedorf (Sören Gnoss, Markus Neblung, Tom Novak, Miguel Daberkow)                            | 3:24,99    |

Datum: 16. Juni
fand in Wetzlar im Rahmen der Deutschen U23-Meisterschaften statt
Der Wettbewerb wurde in zwei Zeitendläufen entschieden, deren Resultate zu einem Gesamtergebnis zusammengefasst wurden.
nur sieben Teilnehmerstaffeln

### 3 × 1000 m Staffel
| Platz | Verein, Besetzung                                                                                    | Zeit (min) |
| ----- | --- | ---------- |
| 1     | LG farbtex Nordschwarzwald (Denis Bäuerle, Hendrik Engel, Timo Benitz)                               | 7:13,67    |
| 2     | LG Braunschweig (Max Dieterich, Viktor Kuk, Julius Lawnik)                                           | 7:14,13    |
| 3     | LSC Höchstadt/Aisch (Maximilian Grupen, Martin Weinländer, Niklas Buchholz, Adrian König-Rannenberg) | 7:18,12    |
| 4     | SG Schorndorf 1846 (Ludwig Sämann, Marcel Fehr, Nicolai Christ)                                      | 7:20,59    |
| 5     | SSC Hanau-Rodenbach (Marius Abele, Davor Aaron Bienenfeld, Lukas Abele)                              | 7:20,84    |
| 6     | LG Region Karlsruhe (Holger Körner, Felix Wammetsberger, Pascal Kleyer)                              | 7:24,79    |
| 7     | TSV Schott Mainz (Thorben Juschka, Erik Barzen, Tobias Riker)                                        | 7:27,13    |
| 8     | LAV Stadtwerke Tübingen (Michael Wörnle, Robert Baumann, Florian Kalb)                               | 7:27,85    |

Datum: 28. Juli
fand in Ulm im Rahmen der Deutschen Jugendmeisterschaften statt

### 10.000-m-Bahngehen
| Platz | Athlet, Verein                                | Zeit (min)                       |
| ----- | --------------------------------------------- | -------------------------------- |
| 1     | Christopher Linke (SC Potsdam)                | 38:57,94                         |
| 2     | Hagen Pohle (SC Potsdam)                      | 39:37,59                         |
| 3     | Nils Brembach (SC Potsdam)                    | 39:50,04                         |
| 4     | Andreas Janker (LG Röthenbach an der Pegnitz) | 44:48,71                         |
| 5     | Francesco-Marco Tommasino (LG Nord Berlin)    | 46:30,75                         |
| 6     | Steffen Borsch (SV Halle)                     | 47:28,25                         |
| DNF   | Jonathan Hilbert (LG Ohra Energie)            |                                  |
| DSQ   | Karl Junghannß (LAC Erfurt)                   | IAAF Rule 230.7a – 3 Rote Karten |

Datum: 17. August
fand in Beeskow statt

### 20-km-Straßengehen
| Platz | Athlet, Verein                             | Zeit (h) |
| ----- | ------------------------------------------ | -------- |
| 1     | Nils Brembach (SC Potsdam)                 | 1:20:48  |
| 2     | Christopher Linke (SC Potsdam)             | 1:21:32  |
| 3     | Hagen Pohle (SC Potsdam)                   | 1:23:00  |
| 4     | Leo Köpp (LG Nord Berlin)                  | 1:23:24  |
| 5     | Carl Dohmann (SCL Heel Baden-Baden)        | 1:23:48  |
| 6     | Nathaniel Seiler (TV Bühlertal)            | 1:24:51  |
| 7     | Jonathan Hilbert (LG Ohra Energie)         | 1:27:21  |
| 8     | Francesco-Marco Tommasino (LG Nord Berlin) | 1:35:58  |

Datum: 13. April
fand in Naumburg statt

### 20-km-Straßengehen, Mannschaftswertung
| Platz | Verein, Besetzung                                                    | Zeit (h) |
| ----- | -------------------------------------------------------------------- | -------- |
| 1     | SC Potsdam (Nils Brembach, Christopher Linke, Hagen Pohle)           | 4:05:20  |
| 2     | LG Nord Berlin (Leo Köpp, Francesco-Marco Tommasino, Marcin Reumann) | 4:38:15  |
| 3     | Alemannia Aachen (Malte Strunk, Timo Schusters, Peter Schumm)        | 6:03:26  |
| 4     | Polizei SV Berlin (Patrick Seck, Bernd Hölters, Günter Evertz)       | 6:48:39  |

Datum: 13. April
fand in Naumburg statt
nur vier Teams in der Wertung

### Hochsprung
| Platz | Athlet, Verein                              | Höhe (m) |
| ----- | ------------------------------------------- | -------- |
| 1     | Mateusz Przybylko (TSV Bayer 04 Leverkusen) | 2,22     |
| 2     | Falk Wendrich (LAZ Soest)                   | 2,19     |
| 3     | Bastian Rudolf (Dresdner SC)                | 2,10     |
| 4     | Manuel Marko (MTV Ingolstadt)               | 2,10     |
| 4     | Jonas Wagner (Dresdner SC)                  | 2,10     |
| 6     | Torsten Sanders (TSV Bayer 04 Leverkusen)   | 2,05     |
| 7     | Finn Drümmer (Kaltenkirchener TS)           | 2,05     |
| 8     | Chima Henetu (SC Neubrandenburg)            | 2,00     |

Datum: 4. August

### Stabhochsprung
| Platz | Athlet, Verein                                 | Höhe (m) |
| ----- | ---------------------------------------------- | -------- |
| 1     | Raphael Holzdeppe (LAZ Zweibrücken)            | 5,76     |
| 2     | Bo Kanda Lita Baehre (TSV Bayer 04 Leverkusen) | 5,71     |
| 3     | Torben Blech (TSV Bayer 04 Leverkusen)         | 5,51     |
| 4     | Oleg Zernikel (ASV Landau)                     | 5,41     |
| 5     | Philip Kass (Werder Bremen)                    | 5,41     |
| 6     | Jakob Köhler-Baumann (LG Filstal)              | 5,21     |
| 7     | Tom Linus Humann (Schweriner SC)               | 5,21     |
| 8     | Gillian Ladwig (Schweriner SC)                 | 5,21     |

Datum: 4. August

### Weitsprung
| Platz | Athlet, Verein                            | Weite (m) |
| ----- | ----------------------------------------- | --------- |
| 1     | Fabian Heinle (VfB Stuttgart)             | 8,05      |
| 2     | Julian Howard (LG Region Karlsruhe)       | 7,88      |
| 3     | Maximilian Entholzner (1. FC Passau)      | 7,66      |
| 4     | Marcel Kirstges (TSV Bayer 04 Leverkusen) | 7,51      |
| 5     | Vincent Vogel (LAC Erdgas Chemnitz)       | 7,49      |
| 6     | Luka Herden (LG Brillux Münster)          | 7,47      |
| 7     | Stephan Hartmann (LG Nord Berlin)         | 7,37      |
| 8     | Max Kottmann (VfB Stuttgart)              | 7,34      |

Datum: 3. August

### Dreisprung
| Platz | Athlet, Verein                                | Weite (m) |
| ----- | --------------------------------------------- | --------- |
| 1     | Max Heß (LAC Erdgas Chemnitz)                 | 16,50     |
| 2     | Felix Wenzel (SC Potsdam)                     | 16,01     |
| 3     | Felix Mairhofer (TSG Weinheim)                | 15,31     |
| 4     | Christoph Garritsen (TSV Bayer 04 Leverkusen) | 15,25     |
| 5     | Gabriel Wiertz (TuS 1860 Pfarrkirchen)        | 15,14     |
| 6     | Tobias Hell (Schweriner SC)                   | 14,96     |
| 7     | Paul Walschburger (LG Stadtwerke München)     | 14,83     |
| 8     | Max-Ole Klobasa (LC Jena)                     | 14,79     |

Datum: 4. August

### Kugelstoßen
| Platz | Athlet, Verein                                | Weite (m) |
| ----- | --------------------------------------------- | --------- |
| 1     | Simon Bayer (VfL Sindelfingen)                | 20,26     |
| 2     | Tobias Dahm (VfL Sindelfingen)                | 19,87     |
| 3     | David Storl (SC DHfK Leipzig)                 | 19,77     |
| 4     | Jan Josef Jeuschede (TSV Bayer 04 Leverkusen) | 19,74     |
| 5     | Christian Zimmermann (Kirchheimer SC)         | 19,44     |
| 6     | Dennis Lukas (LG Idar-Oberstein)              | 19,03     |
| 7     | Dennis Lewke (SC DHfK Leipzig)                | 18,43     |
| 8     | Cedric Trinemeier (MTG Mannheim)              | 17,57     |

Datum: 3. August

### Diskuswurf
| Platz | Athlet, Verein                         | Weite (m) |
| ----- | -------------------------------------- | --------- |
| 1     | Martin Wierig (SC Magdeburg)           | 65,39     |
| 2     | David Wrobel (SC Magdeburg)            | 63,87     |
| 3     | Torben Brandt (SCC Berlin)             | 62,59     |
| 4     | Daniel Jasinski (TV Wattenscheid 01)   | 61,99     |
| 5     | Clemens Prüfer (SC Potsdam)            | 61,90     |
| 6     | Henning Prüfer (SC Potsdam)            | 61,33     |
| 7     | Maximilian Klaus (LAC Erdgas Chemnitz) | 60,06     |
| 8     | Lukas Koller (LG Stadtwerke München)   | 57,47     |

Datum: 3. August

### Hammerwurf
| Platz | Athlet, Verein                               | Weite (m) |
| ----- | -------------------------------------------- | --------- |
| 1     | Tristan Schwandke (TV Hindelang)             | 73,00     |
| 2     | Simon Lang (LG Stadtwerke München)           | 68,01     |
| 3     | Johannes Bichler (LG Stadtwerke München)     | 66,95     |
| 4     | Andreas Sahner (LC Rehlingen)                | 66,47     |
| 5     | Fabio Hessling (LAC Saarlouis)               | 65,76     |
| 6     | Tom Brack (TSV Bayer 04 Leverkusen)          | 61,70     |
| 7     | Yosef Alqawati (MTG Mannheim)                | 61,64     |
| 8     | Konstantin Steinfurth (LG Eppstein-Kelkheim) | 61,51     |

Datum: 3. August

### Speerwurf
| Platz | Athlet, Verein                        | Weite (m) |
| ----- | ------------------------------------- | --------- |
| 1     | Andreas Hofmann (MTG Mannheim)        | 87,07     |
| 2     | Julian Weber (USC Mainz)              | 86,60     |
| 3     | Thomas Röhler (LC Jena)               | 82,70     |
| 4     | Bernhard Seifert (SC Potsdam)         | 79,32     |
| 5     | Maurice Voigt (LC Jena)               | 75,47     |
| 6     | Gordon Schulz (SC Magdeburg)          | 72,99     |
| 7     | Jonas Bonewit (LG Stadtwerke München) | 71,73     |
| 8     | Jakob Nauck (SC DHfK Leipzig)         | 70,71     |

Datum: 4. August

### Zehnkampf
| Platz | Athlet, Verein                        | Punkte |
| ----- | ------------------------------------- | ------ |
| 1     | Florian Obst (SSV Ulm 1846)           | 7413   |
| 2     | Felix Hepperle (LG Neckar-Enz)        | 7341   |
| 3     | Nico Beckers (Aachener TG)            | 7317   |
| 4     | Nils Kruse (LG Region Karlsruhe)      | 7205   |
| 5     | Mario Saur (MTV Ingolstadt)           | 7022   |
| 6     | Hendrik Nungeß (TV 1861 Neu-Isenburg) | 7000   |
| 7     | Christoph Lange (TS Herzogenaurach)   | 6927   |
| 8     | Marvin Gregor (LG Kreis Gütersloh)    | 6855   |

Datum: 10./11. August
fand in Bietigheim-Bissingen statt

### Zehnkampf, Mannschaftswertung
| Platz | Verein, Besetzung                                            | Punkte |
| ----- | ------------------------------------------------------------ | ------ |
| 1     | TS Herzogenaurach (Christoph Lange, Marius Laib, André Zahl) | 20.137 |

Datum: 10./11. August
fand in Bietigheim-Bissingen statt
nur eine Mannschaft in der Wertung

### CrosslaufMittelstrecke –4,1 km
| Platz | Athlet, Verein                                  | Zeit (min) |
| ----- | ----------------------------------------------- | ---------- |
| 1     | Richard Ringer (LC Rehlingen)                   | 12:33      |
| 2     | Florian Orth (LG Telis Finanz Regensburg)       | 12:42      |
| 3     | Konstantin Wedel (LG Telis Finanz Regensburg)   | 12:45      |
| 4     | Simon Boch (LG Telis Finanz Regensburg)         | 12:55      |
| 5     | Tim Ramdane Cherif (LG Telis Finanz Regensburg) | 12:59      |
| 6     | Jan Lukas Becker (LG Region Karlsruhe)          | 13:02      |
| 7     | Jannik Arbogast (LG Region Karlsruhe)           | 13:04      |
| 8     | Marco Kern (LG farbtex Nordschwarzwald)         | 13:04      |

Datum: 9. März
fand in Ingolstadt statt

### CrosslaufMittelstrecke –4,1 km, Mannschaftswertung
| Platz | Verein, Besetzung                                                                     | Platzziffer / Zeit |
| ----- | ------------------------------------------------------------------------------------- | ------------------ |
| 1     | LG Telis Finanz Regensburg I (Florian Orth, Konstantin Wedel, Simon Boch)             | 009 / 38:22 min    |
| 2     | LG Region Karlsruhe (Jan Lukas Becker, Jannik Arbogast, Christoph Kessler)            | 024 / 39:27 min    |
| 3     | LG farbtex Nordschwarzwald (Marco Kern, Hendrik Engel, Dominic Müller)                | 034 / 39:59 min    |
| 4     | LG Telis Finanz Regensburg II (Tim Ramdane Cherif, Dominik Notz, Moritz Beinlich)     | 035 / 40:02 min    |
| 5     | LSC Höchstadt/Aisch (Martin Weinländer, Adrian König-Rannenberg, Bernhard Weinländer) | 095 / 42:37 min    |
| 6     | LG farbtex Nordschwarzwald (Nils Holocher, Sebastian Karl, Fabian Müller)             | 098 / 42:51 min    |
| 7     | SSV Ulm 1846 (Fabian Konrad, Aimen Haboubi, Malte Keppler)                            | 101 / 42:49 min    |
| 8     | LAV Stadtwerke Tübingen (Christian Wörnle, Florian Kalb, Jan Philipp Haller)          | 108 / 43:05 min    |

Datum: 9. März
fand in Ingolstadt statt
Die Wertung erfolgte alleine über die Platzziffer.

### CrosslaufLangstrecke –10,1 km
| Platz | Athlet, Verein                                  | Zeit (min) |
| ----- | ----------------------------------------------- | ---------- |
| 1     | Richard Ringer (LC Rehlingen)                   | 32:03      |
| 2     | Amanal Petros (TV Wattenscheid 01)              | 32:04      |
| 3     | Samuel Fitwi Sibhatu (LG Vulkaneifel)           | 32:13      |
| 4     | Philipp Pflieger (LG Telis Finanz Regensburg)   | 33:08      |
| 5     | Kilian Schreiner (ASC 1990 Breidenbach)         | 33:08      |
| 6     | Tim Ramdane Cherif (LG Telis Finanz Regensburg) | 33:31      |
| 7     | Karsten Meier (LG Braunschweig)                 | 33:38      |
| 8     | Jonas Hoffmann (SG Wenden)                      | 33:47      |

Datum: 9. März
fand in Ingolstadt statt

### CrosslaufLangstrecke –10,1 km, Mannschaftswertung
| Platz | Verein, Besetzung                                                                  | Platzziffer / Zeit |
| ----- | ---------------------------------------------------------------------------------- | ------------------ |
| 1     | LG Telis Finanz Regensburg (Philipp Pflieger, Tim Ramdane Cherif, Maximilian Zeus) | 023 / 1:40:52 h    |
| 2     | LG Braunschweig (Karsten Meier, Joseph Katib, Viktor Kuk)                          | 043 / 1:43:14 h    |
| 3     | LG Vulkaneifel (Samuel Fitwi Sibhatu, Yannik Duppich, Andreas Keil-Forneck)        | 046 / 1:42:24 h    |
| 4     | SG Wenden (Jonas Hoffmann, Fabian Jenne, Simon Huckestein)                         | 047 / 1:43:33 h    |
| 5     | LC Rehlingen (Richard Ringer, Alexander Bock, Dennis Zimmer)                       | 062 / 1:44:15 h    |
| 6     | LAV Stadtwerke Tübingen (Lorenz Baum, Peter Obenauer, Michael Schramm)             | 076 / 1:46:48 h    |
| 7     | LG Passau (Tobias Schreindl, Giovani Gonzalez Popoca, Stephan Fruhmann)            | 099 / 1:49:06 h    |
| 8     | LG Region Landshut (Matthias Ewender, Philipp Bertsch, Christopher Juhas)          | 115 / 1:51:19 h    |

Datum: 9. März
fand in Ingolstadt statt
Die Wertung erfolgte alleine über die Platzziffer.

### Berglauf–13,2 km / 785 Höhenmeter
| Platz | Athlet, Verein                                   | Zeit (min) |
| ----- | ------------------------------------------------ | ---------- |
| 1     | Simon Boch (LG Telis Finanz Regensburg)          | 53:54      |
| 2     | Konstantin Wedel (LG Telis Finanz Regensburg)    | 54:47      |
| 3     | Marcel Bräutigam (GutsMuths-Rennsteiglaufverein) | 55:43      |
| 4     | Marc Schulze (Citylauf-Verein Dresden)           | 33:08      |
| 5     | Tim Könnel (TuS Heltersberg)                     | 56:22      |
| 6     | Marcel Krieghoff (sc im puls erfurt)             | 56:24      |
| 7     | Daniel Götz (SV Bergdorf-Höhn)                   | 57:47      |
| 8     | Max Betsch (Lauftraining.com)                    | 59:08      |

Datum: 22. September
fand in Breitungen statt

### Berglauf–13,2 km / 785 Höhenmeter, Mannschaftswertung
| Platz | Verein, Besetzung                                                             | Zeit (h) |
| ----- | ----------------------------------------------------------------------------- | -------- |
| 1     | SG Wenden (Tobias Lautwein, Fabian Jenne, Nils Schäfer)                       | 3:07:07  |
| 2     | SC Ostheim/Rhön (Marcus Enders, Tino Haßmüller, Daniel Richter)               | 3:12:32  |
| 3     | SV Bergdorf-Höhn (Daniel Götz, Andreas Krenz, Frank Elsner)                   | 3:15:32  |
| 4     | LG Brandenkopf (Johannes Hasselmann, Bruno Schumi, David Mild)                | 3:15:46  |
| 5     | GutsMuths-Rennsteiglaufverein (Marcel Bräutigam, Dominik Koch, Stephan Bayer) | 3:17:28  |
| 6     | LG Braunschweig (Leon-Magnus Ifftner, Dustin Zeuner, Frederik Mantel)         | 3:19:13  |
| 7     | Citylauf-Verein Dresden (Marc Schulze, Frank Jürries, Ulrich Trodler)         | 3:19:23  |
| 8     | Hannover 96 (Jan Luca Tanner, Julius Bode, Lukas Schendel)                    | 3:20:39  |

Datum: 22. September
fand in Breitungen statt

### Ultratrail, 78 km, 3000 Höhenmeter
| Platz | Athlet, Verein                            | Zeit (h) |
| ----- | ----------------------------------------- | -------- |
| 1     | André Collet (Aachener TG)                | 7:16:29  |
| 2     | Max Kirschbaum (LG Ohmbachsee)            | 7:24:22  |
| 3     | Martin Ahlburg (LG Nord Berlin Ultrateam) | 7:26:09  |
| 4     | Marko Gränitz (Laufgemeinschaft Würzburg) | 7:33:52  |
| 5     | Martin Schedler (LG Saar 70 / Ottweiler)  | 7:34:19  |
| 6     | Michael Ohler (TSV 1886 Kandel)           | 7:54:57  |
| 7     | Thomas Miksch (LG Allgäu)                 | 8:04:01  |
| 8     | Jonathan Gakstatter (LG Ultralauf)        | 8:22:48  |

Datum: 8. Juni
fand in Reichweiler im Rahmen des Keufelskopf-Ultratrails statt
Dieser Wettbewerb gehörte erstmals zum offiziellen Programm Deutscher Leichtathletikmeisterschaften.

### Ultratrail, Mannschaftswertung
| Platz | Verein, Besetzung                                                                 | Zeit (h) |
| ----- | --------------------------------------------------------------------------------- | -------- |
| 1     | LG Allgäu (Thomas Miksch, Bernhard Munz, Bernhard Epple)                          | 26:06:36 |
| 2     | LG Ultralauf I (Jonathan Gakstatter, Eric Geidel, Andreas Weber)                  | 26:43:06 |
| 3     | LG Ultralauf II (Alexander Klas, Hans-Dieter Jancker, Falk Sittner)               | 28:09:41 |
| 4     | Laufgemeinschaft Würzburg (Marko Gränitz, Rainer Koch, Georg Braungart)           | 28:26:18 |
| 5     | LG Nord Berlin Ultrateam (Martin Ahlburg, Enrico Wiessner, Hans-Joachim Dierkopf) | 29:47:35 |
| 6     | LG Ultralauf III (Willi Klesen, Klaus Haake, Christoph Janthur)                   | 31:02:14 |
| 7     | Landau Running Company (Thibaud Clipet, Mathias Nowak, Gerhard Zirker)            | 32:25:26 |
| 8     | LG Ultralauf IV (Konrad Vogl, Walter Hösch, Stefan Henscheid)                     | 33:18:37 |

Datum: 8. Juni
fand in Reichweiler im Rahmen des Keufelskopf-Ultratrails statt
Dieser Wettbewerb gehörte erstmals zum offiziellen Programm Deutscher Leichtathletikmeisterschaften.

### 24-Stunden-Lauf
| Platz | Athlet, Verein                                            | Strecke (km) |
| ----- | --------------------------------------------------------- | ------------ |
| 1     | Felix Weber (SportTrend Ultralaufteam Braunschweig)       | 247,218      |
| 2     | Marcel Leuze (Turnerbund Hamburg Eilbeck)                 | 238,524      |
| 3     | Marko Gränitz (Laufgemeinschaft Würzburg)                 | 225,874      |
| 4     | Michael Eitner (TV 1893 Burgholzhausen)                   | 218,182      |
| 5     | Jens-Uwe Brack (FC Ebershausen)                           | 217,090      |
| 6     | Ralf Gundermann (LG Ultralauf)                            | 203,174      |
| 7     | Florian Bachmaier (Team Klinikum Nürnberg)                | 198,757      |
| 8     | Fabian Wolf (SportTrend Ultralaufteam Braunschweig e. V.) | 196,373      |

Datum: 24./25. August
fand in Bottrop statt
Dieser Wettbewerb gehörte erstmals zum offiziellen Programm Deutscher Leichtathletikmeisterschaften.

### 24-Stunden-Lauf, Mannschaftswertung
| Platz | Verein, Besetzung                                                                     | Strecke (km) |
| ----- | ------------------------------------------------------------------------------------- | ------------ |
| 1     | SportTrend Ultralaufteam Braunschweig e. V. (Felix Weber, Fabian Wolf, Thomas Sommer) | 605,926      |
| 2     | LG Ultralauf I (Ralf Gundermann, Jens Allerheiligen, Klaus Haake)                     | 592,277      |
| 3     | LG Ultralauf II (Michael Bohm, Willi Klesen, Helmut Schöne)                           | 550,614      |
| 4     | Bautzener LV Rot-Weiß 90 (Bernd Schwiebs, Wolfgang Strosny, Friedbert Kubitz)         | 519,924      |
| 5     | LSG Karlsruhe (Harald Menzel, Irwan Harianto, Peter Anders)                           | 501,203      |
| 6     | LG Ultralauf III (Oliver Ruf, Konrad Vogl, Michael Vorwerg)                           | 500,262      |
| 7     | Laufgemeinschaft Würzburg (Marko Gränitz, Dietmar Beiderbeck, Georg Braungart)        | 469,109      |
| 8     | LG Ultralauf IV (Gerd Kirschke, Hermann Fischer, Mario Luther)                        | 440,012      |

Datum: 24./25. August
fand in Bottrop statt
Dieser Wettbewerb gehörte erstmals zum offiziellen Programm Deutscher Leichtathletikmeisterschaften.

## Meisterschaftsresultate Frauen

### 100 m
| Platz | Athletin, Verein                            | Zeit (s) |
| ----- | ------------------------------------------- | -------- |
| 1     | Tatjana Pinto (LC Paderborn)                | 11,09    |
| 2     | Gina Lückenkemper (SCC Berlin)              | 11,20    |
| 3     | Malaika Mihambo (LG Kurpfalz)               | 11,21    |
| 4     | Lisa-Marie Kwayie (Neuköllner Sportfreunde) | 11,22    |
| 5     | Yasmin Kwadwo (TSV Bayer 04 Leverkusen)     | 11,42    |
| 6     | Anna-Lena Freese (FTSV Jahn Brinkum)        | 11,50    |
| 7     | Laura Müller (LC Rehlingen)                 | 11,51    |
| 8     | Lisa Nippgen (MTG Mannheim)                 | 11,54    |

Datum: 3. August
Wind: +0,1 m/s

### 200 m
| Platz | Athletin, Verein                                | Zeit (s) |
| ----- | ----------------------------------------------- | -------- |
| 1     | Tatjana Pinto (LC Paderborn)                    | 22,65    |
| 2     | Lisa-Marie Kwayie (Neuköllner Sportfreunde)     | 22,88    |
| 3     | Jessica-Bianca Wessolly (MTG Mannheim)          | 23,14    |
| 4     | Sophia Junk (LG Rhein-Wied)                     | 23,38    |
| 5     | Alexandra Burghardt (Gendorf Wacker Burghausen) | 23,55    |
| 6     | Pernilla Kramer (VfL Wolfsburg)                 | 23,65    |
| 7     | Sandra Dinkeldein (Werder Bremen)               | 23,85    |
| 8     | Svea Kittner (Werder Bremen)                    | 24,29    |

Datum: 4. August
Wind: +0,9 m/s

### 400 m
| Platz | Athletin, Verein                        | Zeit (s) |
| ----- | --------------------------------------- | -------- |
| 1     | Luna Bulmahn (VfL Eintracht Hannover)   | 52,37    |
| 2     | Karolina Pahlitzsch (SV Preußen Berlin) | 52,87    |
| 3     | Nelly Schmidt (LT DSHS Köln)            | 53,21    |
| 4     | Nadine Gonska (MTG Mannheim)            | 53,31    |
| 5     | Ruth Sophia Spelmeyer (VfL Oldenburg)   | 53,55    |
| 6     | Alica Schmidt (SCC Berlin)              | 53,66    |
| 7     | Laura Marx (LT DSHS Köln)               | 53,69    |
| 8     | Svea Köhrbrück (SCC Berlin)             | 53,84    |

Datum: 4. August

### 800 m
| Platz | Athletin, Verein                            | Zeit (min) |
| ----- | ------------------------------------------- | ---------- |
| 1     | Christina Hering (LG Stadtwerke München)    | 2:01,37    |
| 2     | Katharina Trost (LG Stadtwerke München)     | 2:01,68    |
| 3     | Mareen Kalis (LG Stadtwerke München)        | 2:04,81    |
| 4     | Majtie Kolberg (LG Kreis Ahrweiler)         | 2:05,41    |
| 5     | Tanja Spill (LAV Bayer Uerdingen/Dormagen)  | 2:06,52    |
| 6     | Rebekka Ackers (TSV Bayer 04 Leverkusen)    | 2:06,69    |
| 7     | Christina Zwirner (ASV Köln)                | 2:07,64    |
| 8     | Tabea Marie Kempe (TSV Bayer 04 Leverkusen) | 2:08,95    |

Datum: 4. August

### 1500 m
| Platz | Athletin, Verein                        | Zeit (min) |
| ----- | --------------------------------------- | ---------- |
| 1     | Caterina Granz (LG Nord Berlin)         | 4:08,91    |
| 2     | Vera Coutellier (ASV Köln)              | 4:13,35    |
| 3     | Johanna Christine Schulz (SC Rönnau 74) | 4:13,37    |
| 4     | Hanna Klein (SG Schorndorf)             | 4:13,52    |
| 5     | Kerstin Hirscher (LAC Quelle Fürth)     | 4:18,52    |
| 6     | Verena Meisl (LG Olympia Dortmund)      | 4:22,95    |
| 7     | Julia Altrup (VfL 1860 Marburg)         | 4:34,38    |
| 8     | Berit Scheid (TSV Bayer 04 Leverkusen)  | 4:34,38    |

Datum: 4. August

### 5000 m
| Platz | Athletin, Verein                                  | Zeit (min)  |
| ----- | ------------------------------------------------- | ----------- |
| 1     | Konstanze Klosterhalfen (TSV Bayer 04 Leverkusen) | 14:26,76 DR |
| 2     | Alina Reh (SSV Ulm 1846)                          | 15:19,42000 |
| 3     | Miriam Dattke (LG Telis Finanz Regensburg)        | 15:41,81000 |
| 4     | Deborah Schöneborn (LG Nord Berlin)               | 16:05,32000 |
| 5     | Svenja Pingpank (Hannover Athletics)              | 16:14,13000 |
| 6     | Domenika Mayer (LG Telis Finanz Regensburg)       | 16:24,98000 |
| 7     | Christina Gerdes (BV Garrel)                      | 16:26,80000 |
| 8     | Svenja Ojstersek (ART Düsseldorf)                 | 16:30,29000 |

Datum: 3. August

### 10.000 m
| Platz | Athletin, Verein                             | Zeit (min) |
| ----- | -------------------------------------------- | ---------- |
| 1     | Alina Reh (SSV Ulm 1846)                     | 31:19,87   |
| 2     | Miriam Dattke (LG Telis Finanz Regensburg)   | 32:50,10   |
| 3     | Katharina Steinruck (LG Eintracht Frankfurt) | 33:35,18   |
| 4     | Rabea Schöneborn (LG Nord Berlin)            | 33:37,78   |
| 5     | Svenja Ojstersek (ART Düsseldorf)            | 33:45,08   |
| 6     | Leah Hanle (TSV Holzelfingen)                | 33:48,83   |
| 7     | Svenja Pingpank (Hannover Athletics)         | 34:06,34   |
| 8     | Lisa Oed (SSC Hanau-Rodenbach)               | 34:09,07   |

Datum: 8. Juni
fand in Essen statt

### 10-km-Straßenlauf
| Platz | Athletin, Verein                             | Zeit (min) |
| ----- | -------------------------------------------- | ---------- |
| 1     | Miriam Dattke (LG Telis Finanz Regensburg)   | 32:43      |
| 2     | Katharina Steinruck (LG Eintracht Frankfurt) | 32:47      |
| 3     | Anja Scherl (LG Telis Finanz Regensburg)     | 33:06      |
| 4     | Deborah Schöneborn (LG Nord Berlin)          | 33:15      |
| 5     | Fabienne Königstein (MTG Mannheim)           | 33:20      |
| 6     | Lisa Oed (SSC Hanau-Rodenbach)               | 34:58      |
| 7     | Vera Coutellier (ASV Köln)                   | 35:10      |
| 8     | Melina Wolf (LG Telis Region Karlsruhe)      | 35:11      |

Datum: 15. September
fand in Siegburg statt

### 10-km-Straßenlauf, Mannschaftswertung
| Platz | Verein, Besetzung                                                            | Zeit (h) |
| ----- | ---------------------------------------------------------------------------- | -------- |
| 1     | LG Telis Finanz Regensburg I (Miriam Dattke, Anja Scherl, Domenika Mayer)    | 1:41:02  |
| 2     | LG Nord Berlin (Deborah Schöneborn, Luisa Boschan, Carmen Schultze-Berndt)   | 1:44:50  |
| 3     | LG Region Karlsruhe (Melina Wolf, Johanna Flacke, Sarah Hettich)             | 1:47:50  |
| 4     | MTG Mannheim (Fabienne Königstein, Merle Brunnée, Juliana Böhm)              | 1:51:21  |
| 5     | SG TSV Kronshagen/Kieler TB (Nicole Adler, Christin Adler, Nele Wellbrock)   | 1:51:24  |
| 6     | LG Telis Finanz Regensburg II (Corinna Harrer, Marina Rappold, Mira Parisek) | 1:51:44  |
| 7     | LG Stadtwerke München (Carola Dörries, Isabel Appelt, Yvonne Kleiner)        | 1:51:51  |
| 8     | ASV Köln (Vera Coutellier, Nadja Gaus, Sarah Schmitz)                        | 1:51:57  |

Datum: 15. September
fand in Siegburg statt

### Halbmarathon
| Platz | Athlet, Verein                             | Zeit (h) |
| ----- | ------------------------------------------ | -------- |
| 1     | Miriam Dattke (LG Telis Finanz Regensburg) | 1:11:56  |
| 2     | Thea Heim (LG Telis Finanz Regensburg)     | 1:13:59  |
| 3     | Stefanie Doll (SV Kirchzarten)             | 1:15:40  |
| 4     | Susanne Schreindl (LG Passau)              | 1:16:04  |
| 5     | Isabel Leibfried (TSG 1845 Heilbronn)      | 1:05:15  |
| 6     | Sandra Morchner (Laufteam Kassel)          | 1:17:35  |
| 7     | Anaïs Sabrié (LAV Stadtwerke Tübingen)     | 1:17:51  |
| 8     | Anne Kesselring (LAC Quelle Fürth)         | 1:18:49  |

Datum: 7. April
fand in Freiburg statt

### Halbmarathon, Mannschaftswertung
| Platz | Verein, Besetzung                                                        | Zeit (h) |
| ----- | ------------------------------------------------------------------------ | -------- |
| 1     | LG Telis Finanz Regensburg I (Miriam Dattke, Thea Heim, Marina Rappold)  | 3:45:29  |
| 2     | LG Telis Finanz Regensburg II (Mira Parisek, Eva Schien, Barbara Ferstl) | 4:13:04  |
| 3     | TuS Deuz (Tina Schneider, Nina Caprice Löhr, Gabi Müller-Scherzant)      | 4:14:24  |
| 4     | LC Mengerskirchen (Antonia Schermuly, Carolin Schermuly, Lea Pötz)       | 4:20:57  |
| 5     | Lauftreff Schweich (Isabel Schönhofen, Marina Wierz, Simone Cillien)     | 4:27:38  |
| 6     | Running Team Ortenau (Valerie Moser, Kristin Sander, Lena Huber)         | 4:34:17  |
| 7     | Laufteam Kassel (Sandra Morchner, Ewa Szczeblewski, Alejandra Schütz)    | 4:35:23  |
| 8     | TF Feuerbach (Margot Doucet, Saskia Mangold, Berit Hilsenbeck)           | 4:36:18  |

Datum: 7. April
fand in Freiburg statt

### Marathonlauf, 42.195 m
| Platz | Athletin, Verein                         | Zeit (h) |
| ----- | ---------------------------------------- | -------- |
| 1     | Anja Scherl (LG Telis Finanz Regensburg) | 2:32:56  |
| 2     | Anna Hahner (SCC Berlin)                 | 2:36:09  |
| 3     | Isabel Leibfried (TSG 1845 Heilbronn)    | 2:39:35  |
| 4     | Sandra Morchner (Laufteam Kassel)        | 2:46:35  |
| 5     | Miriam Zirk (LSF Münster)                | 2:46:58  |
| 6     | Nicole Möbus (TSG 1845 Heilbronn)        | 2:47:01  |
| 7     | Monika Heiß (LG Telis Finanz Regensburg) | 2:48:11  |
| 8     | Lea Düppe (MTG Mannheim)                 | 2:49:22  |

Datum: 28. April
fand im Rahmen des Düsseldorf-Marathons statt

### Marathonlauf, Mannschaftswertung
| Platz | Verein, Besetzung                                                                      | Zeit (h) |
| ----- | -------------------------------------------------------------------------------------- | -------- |
| 1     | LG Telis Finanz Regensburg (Anja Scherl, Monika Heiß, Eva Haberl)                      | 08:20:53 |
| 2     | LAC Olympia 88 Berlin (Hanna Tempelhagen, Sandra Fiehn, Fabienne Lipus)                | 09:03:28 |
| 3     | SV Schlau.com Saar 05 Saarbrücken I (Cornelia Thon, Susanne Trenz, Ann-Cathrine Jülch) | 09:48:06 |
| 4     | Laufteam Kassel (Sandra Morchner, Ewa Szczeblewski, Ursula Henning)                    | 09:48:16 |
| 5     | LSF Münster (Miriam Zirk, Sophia Salzwedel, Maria Feyerabend)                          | 09:50:19 |
| 6     | SV Schlau.com Saar 05 Saarbrücken II (Valerie Bultel, Sabine Köhler, Heike Sausen)     | 10:42:55 |
| 7     | LLG Wustweiler (Marlene Rothenbusch, Stephanie Dörr, Celine Rothenbusch)               | 11:00:19 |

Datum: 28. April
fand im Rahmen des Düsseldorf-Marathons statt
nur sieben Teams in der Wertung

### 50-km-Straßenlauf
| Platz | Athletin, Verein                            | Zeit (h) |
| ----- | ------------------------------------------- | -------- |
| 1     | Almut Dreßler (LG Nord Berlin Ultrateam)    | 3:29:43  |
| 2     | Nele Alder-Baerens (Ultrasportclub Marburg) | 3:30:08  |
| 3     | Malin Pfäffle (Die Laufpartner)             | 3:37:18  |
| 4     | Britta Giesen (Laufwerk Hamburg)            | 3:48:40  |
| 5     | Julia Jezek (Die Laufpartner)               | 3:51:07  |
| 6     | Christiane Neidiger (Die Laufpartner)       | 3:52:36  |
| 7     | Anna Jansen (LG 90 Ebersberg-Grafing)       | 3:54:10  |
| 8     | Claudia Lederer (LG Ultralauf)              | 3:55:53  |

Datum: 30. März
fand in Grünheide statt

### 50-km-Straßenlauf, Mannschaftswertung
| Platz | Verein, Besetzung                                                           | Zeit (h) |
| ----- | --------------------------------------------------------------------------- | -------- |
| 1     | Die Laufpartner (Malin Pfäffle, Julia Jezek, Christiane Neidiger)           | 11:21:01 |
| 2     | LG Nord Berlin Ultrateam I (Almut Dreßler, Katrin Grigalat, Martina Prüfer) | 12:04:19 |
| 3     | LG Ultralauf (Claudia Lederer, Katharina Bey, Eva Piehlmeier)               | 13:20:18 |
| 4     | LG Mauerweg Berlin (Christiane Radatz, Sabine Kapler, Andrea Möhr)          | 14:39:08 |
| 5     | Laufclub BlueLiner (Ilka Friedrich, Petra John, Brigitte Rodenbeck)         | 15:10:57 |
| 6     | LG Nord Berlin Ultrateam II (Ullika Schulz, Silke Stutzke, Daniela Dilling) | 16:15:45 |

Datum: 30. März
fand in Grünheide statt
nur sechs Mannschaften in der Wertung

### 100-km-Straßenlauf
| Platz | Athletin, Verein                  | Zeit (h) |
| ----- | --------------------------------- | -------- |
| 1     | Susanne Gölz (LG Ultralauf)       | 7:54:34  |
| 2     | Natascha Bischoff (LSG Karlsruhe) | 8:15:27  |
| 3     | Julia Jezek (Die Laufpartner)     | 8:19:57  |
| 4     | Britta Giesen (Laufwerk Hamburg)  | 8:45:23  |
| 5     | Julia Fatton (TV Rheinau 1893)    | 8:53:25  |
| 6     | Andrea Schadewell (Team Icehouse) | 9:08:54  |
| 7     | Katrin Gottschalk (LG Ultralauf)  | 9:17:12  |
| 8     | Sandra Fätsch (TSV 1886 Kandel)   | 9:35:05  |

Datum: 21. September
fand in Kandel statt

### 100-km-Straßenlauf, Mannschaftswertung
| Platz | Verein, Besetzung                                                 | Zeit (h) |
| ----- | ----------------------------------------------------------------- | -------- |
| 1     | LG Ultralauf (Susanne Gölz, Katrin Gottschalk, Miriam Kundermann) | 27:01:59 |

Datum: 21. September
fand in Kandel statt
nur eine Mannschaft in der Wertung

### 100 m Hürden
| Platz | Athletin, Verein                        | Zeit (s) |
| ----- | --------------------------------------- | -------- |
| 1     | Cindy Roleder (SV Halle)                | 12,90    |
| 2     | Neele Schuten (TV Gladbeck 1912)        | 13,44    |
| 3     | Ricarda Lobe (MTG Mannheim)             | 13,45    |
| 4     | Mareike Arndt (TSV Bayer 04 Leverkusen) | 13,55    |
| 5     | Monika Zapalska (TV Wattenscheid 01)    | 13,58    |
| 6     | Anna Maiwald (TSV Bayer 04 Leverkusen)  | 13,59    |
| 7     | Anne Weigold (LG Mittweida)             | 13,67    |
| 8     | Abigail Adjei (SV Saar 05 Saarbrücken)  | 14,05    |

Datum: 3. August
Wind: +0,5 m/s

### 400 m Hürden
| Platz | Athletin, Verein                          | Zeit (s) |
| ----- | ----------------------------------------- | -------- |
| 1     | Carolina Krafzik (VfL Sindelfingen)       | 55,64    |
| 2     | Jackie Baumann (LAV Stadtwerke Tübingen)  | 56,26    |
| 3     | Christine Salterberg (LT DSHS Köln)       | 56,57    |
| 4     | Djamila Böhm (ART Düsseldorf)             | 56,58    |
| 5     | Sylvia Schulz (TSV Bayer 04 Leverkusen)   | 58,02    |
| 6     | Lisa Marie Petkov (LG Stadtwerke München) | 58,72    |
| 7     | Radha Fiedler (TuS Roland Brey)           | 59,89    |
| 8     | Annina Fahr (TuS Gottmadingen)            | 59,96    |

Datum: 4. August

### 3000 m Hindernis
| Platz | Athletin, Verein                                 | Zeit (min) |
| ----- | ------------------------------------------------ | ---------- |
| 1     | Gesa Felicitas Krause (Silvesterlauf Trier)      | 09:28,45   |
| 2     | Jana Sussmann (Lauf Team Haspa Marathon Hamburg) | 09:54,72   |
| 3     | Agnes Thurid Gers (SCC Berlin)                   | 09:55,39   |
| 4     | Sanaa Schretzmair (TSV Bayer 04 Leverkusen)      | 09:57,81   |
| 5     | Lea Meyer (VfL Löningen)                         | 9:59,38    |
| 6     | Josina Papenfuß (TSG Westerstede)                | 10:03,42   |
| 7     | Lisa Oed (SSC Hanau-Rodenbach)                   | 10:04,07   |
| 8     | Paula Schneiders (LAZ Mönchengladbach)           | 10:04,70   |

Datum: 4. August

### 4 × 100 m Staffel
| Platz | Verein, Besetzung                                                                          | Zeit (min) |
| ----- | ------------------------------------------------------------------------------------------ | ---------- |
| 1     | MTG Mannheim (Katrin Wallmann, Lisa Nippgen, Nadine Gonska, Jessica-Bianca Wessolly)       | 43,92      |
| 2     | TSV Bayer 04 Leverkusen (Yasmin Kwadwo, Jennifer Montag, Anna Maiwald, Mareike Arndt)      | 44,21      |
| 3     | LC Paderborn (Chantal Butzek, Janina Kölsch, Alina Kuß, Tatjana Pinto)                     | 44,62      |
| 4     | Werder Bremen (Yelena Pelz, Sandra Dinkeldein, Rahel Rüdel, Svea Kittner)                  | 45,08      |
| 5     | TV Wattenscheid 01 (Stephanie Bendrat, Christin Bischoff, Synthia Oguama, Monika Zapalska) | 45,20      |
| 6     | StG Staffelteam NI (Tabea Schulz, Michelle Janiak, Sabrina Häßler, Luna Böder)             | 45,35      |
| 7     | LG Stadtwerke München (Viola John, Lisa Marie Petkov, Louise Wieland, Tina Benzinger)      | 45,63      |
| 8     | VfL Sindelfingen (Sabrina Lindenmayer, Carolina Krafzik, Kristina Stern, Lea Creuzberger)  | 45,66      |

Datum: 4. August
Die Reihenfolge dieser Staffeln wurde aus fünf Zeitendläufen ermittelt.

### 4 × 400 m Staffel
| Platz | Verein, Besetzung                                                                                | Zeit (min) |
| ----- | ------------------------------------------------------------------------------------------------ | ---------- |
| 1     | LT DSHS Köln I (Laura Marx, Felicitas Ulmer, Elena Kelety, Nelly Schmidt)                        | 3:36,21    |
| 2     | SCC Berlin (Svea Köhrbrück, Hendrikje Richter, Franziska Kindt, Alica Schmidt)                   | 3:36,62    |
| 3     | LT DSHS Köln II (Lena Naumann, Laura Voß, Julia Bakker, Christine Salterberg)                    | 3:37,96    |
| 4     | TSV Bayer 04 Leverkusen I (Frieda Breitkopf, Judith Wessling, Maren Silies, Rebekka Ackers)      | 3:50,65    |
| 5     | LT DSHS Köln III (Sophie Gesche, Inga Reul, Laura Gesche, Meike Gerlach)                         | 3:51,11    |
| 6     | StG Pliezhausen-Gomar-Balingen (Julia Rieger, Karoline Maria Sauer, Verena Belschner, Kim Penz)  | 3:53,44    |
| 7     | TSV Bayer 04 Leverkusen III (Imke Fontes, Lena Menzel, Andrea Grönebaum, Marsha Anica Dunkel)    | 3:57,69    |
| DSQ   | TSV Bayer 04 Leverkusen II (Rebekka Leslie Babilon, Sylvia Schulz, Nele Althoff, Debora Diawuoh) |            |

Datum: 16. Juni
fand in Wetzlar im Rahmen der Deutschen U23-Meisterschaften statt
Der Wettbewerb wurde in zwei Zeitendläufen entschieden, deren Resultate zu einem Gesamtergebnis zusammengefasst wurden.

### 3 × 800 m Staffel
| Platz | Verein, Besetzung                                                            | Zeit (min) |
| ----- | ---------------------------------------------------------------------------- | ---------- |
| 1     | LG Stadtwerke München (Mareen Kalis, Katharina Trost, Christina Hering)      | 6:14,61    |
| 2     | TSV Bayer 04 Leverkusen I (Lena Klaassen, Sarah Schmidt, Rebekka Ackers)     | 6:24,98    |
| 3     | SG Schorndorf (Anna Karina Becker, Gina Daubenfeld, Hanna Klein)             | 6:32,00    |
| 4     | ASV Köln (Kim Uhlendorf, Inken Terjung, Christina Zwirner)                   | 6:33,47    |
| 5     | StG Pliezhausen-Gomar-Balingen (Julia Rieger, Katrin Wallner, Kim Penz)      | 6:41,69    |
| 6     | TSV Bayer 04 Leverkusen II (Debora Diawuoh, Berit Scheid, Sanaa Schretzmair) | 6:42,39    |
| 7     | LG Region Karlsruhe (Jana Reinert, Amélie Svensson, Sarah Hettich)           | 6:42,83    |
| 8     | LT DSHS Köln (Carmen Blameuser, Marina Wrede, Pia Jensen)                    | 6:46,00    |

Datum: 28. Juli
fand in Ulm im Rahmen der Deutschen Jugendmeisterschaften statt

### 5000-m-Bahngehen
| Platz | Athletin, Verein              | Zeit (min) |
| ----- | ----------------------------- | ---------- |
| 1     | Teresa Zurek (SC Potsdam)     | 22:08,89   |
| 2     | Bianca Schenker (LG Vogtland) | 24:40,19   |

Datum: 17. August
fand in Beeskow statt
nur zwei Geherinnen am Start

### 20-km-Straßengehen
| Platz | Athletin, Verein                    | Zeit (h) |
| ----- | ----------------------------------- | -------- |
| 1     | Saskia Feige (SC Potsdam)           | 1:30:40  |
| 2     | Emilia Lehmeyer (Polizei SV Berlin) | 1:32:45  |
| 3     | Teresa Zurek (SC Potsdam)           | 1:35:03  |
| 4     | Kathrin Schulze (ASV Erfurt)        | 1:47:48  |
| 5     | Julia Henze (ASV Erfurt)            | 1:53:11  |
| 6     | Katrin Schusters (Alemannia Aachen) | 1:54:28  |
| 7     | Antje Köhler (TV Bühlertal)         | 2:16:18  |
| 8     | Birgit Komoll (LAC Langenhagen)     | 2:22:36  |

Datum: 13. April
fand in Naumburg statt

### 20-km-Straßengehen, Mannschaftswertung
Naumburg, 13. April
Insgesamt waren nur neun Geherinnen im Ziel. So kam keine Mannschaftswertung zustande.

### Hochsprung
| Platz | Athletin, Verein                             | Höhe (m) |
| ----- | -------------------------------------------- | -------- |
| 1     | Marie-Laurence Jungfleisch (VfB Stuttgart)   | 1,90     |
| 2     | Imke Onnen (Hannover 96)                     | 1,87     |
| 3     | Lavinja Jürgens (TSV Kranzegg)               | 1,84     |
| 4     | Alexandra Plaza (LT DSHS Köln)               | 1,80     |
| 5     | Lale Eden (Hannover 96)                      | 1,80     |
| 5     | Christina Honsel (LG Olympia Dortmund)       | 1,80     |
| 7     | Nicola Ader (TG Rimbach)                     | 1,80     |
| 8     | Carolin Gottschalk (TSV Bayer 04 Leverkusen) | 1,75     |

Datum: 3. August

### Stabhochsprung
| Platz | Athletin, Verein                          | Höhe (m) |
| ----- | ----------------------------------------- | -------- |
| 1     | Lisa Ryzih (ABC Ludwigshafen)             | 4,60     |
| 2     | Stefanie Dauber (SSV Ulm 1846)            | 4,46     |
| 3     | Jacqueline Otchere (MTG Mannheim)         | 4,41     |
| 4     | Ria Möllers (TSV Bayer 04 Leverkusen)     | 4,31     |
| 5     | Leni Freyja Wildgrube (SC Potsdam)        | 4,21     |
| 6     | Katharina Bauer (TSV Bayer 04 Leverkusen) | 4,11     |
| 6     | Stina Seidler (Werder Bremen)             | 4,11     |
| 8     | Luzia Herzig (TV Engen)                   | 4,11     |

Datum: 3. August

### Weitsprung
| Platz | Athletin, Verein                              | Weite (m) |
| ----- | --------------------------------------------- | --------- |
| 1     | Malaika Mihambo (LG Kurpfalz)                 | 7,16      |
| 2     | Merle Homeier (VfL Bückeburg)                 | 6,42      |
| 3     | Lea-Jasmin Riecke (Mitteldeutscher Sportclub) | 6,29      |
| 4     | Alexandra Wester (ASV Köln)                   | 6,27      |
| 5     | Xenia Stolz (SV Wiesbaden)                    | 6,20      |
| 6     | Caroline Klein (TSV Bayer 04 Leverkusen)      | 6,17      |
| 7     | Lisa Maihöfer (LC Rehlingen)                  | 6,14      |
| 8     | Malina Reichert (Hamburger SV)                | 6,06      |

Datum: 3. August

### Dreisprung
| Platz | Athletin, Verein                       | Weite (m) |
| ----- | -------------------------------------- | --------- |
| 1     | Kristin Gierisch (LAC Erdgas Chemnitz) | 14,26     |
| 2     | Neele Eckhardt (LG Göttingen)          | 13,93     |
| 3     | Maria Purtsa (LAC Erdgas Chemnitz)     | 13,24     |
| 4     | Kira Wittmann (SV Quitt Ankum)         | 13,19     |
| 5     | Klaudia Kaczmarek (LAZ Rhede)          | 13,01     |
| 6     | Jessie Maduka (ART Düsseldorf)         | 12,97     |
| 7     | Mara Häusler (1. LAV Rostock)          | 12,66     |
| 8     | Tina Pröger (TSV 1861 Zirndorf)        | 12,61     |

Datum: 3. August

### Kugelstoßen
| Platz | Athletin, Verein                       | Weite (m) |
| ----- | -------------------------------------- | --------- |
| 1     | Christina Schwanitz (LV 90 Erzgebirge) | 18,84     |
| 2     | Sara Gambetta (SV Halle)               | 17,95     |
| 3     | Alina Kenzel (VfL Waiblingen)          | 17,83     |
| 4     | Julia Ritter (TV Wattenscheid 01)      | 17,63     |
| 5     | Katharina Maisch (TuS Metzingen)       | 17,16     |
| 6     | Hanna Meinikmann (TV Wattenscheid 01)  | 16,57     |
| 7     | Sarah Schmidt (LV 90 Erzgebirge)       | 16,39     |
| 8     | Patrizia Römer (ESV Jahn Treysa)       | 15,67     |

Datum: 4. August

### Diskuswurf
| Platz | Athletin, Verein                            | Weite (m) |
| ----- | ------------------------------------------- | --------- |
| 1     | Kristin Pudenz (SC Potsdam)                 | 64,37     |
| 2     | Nadine Müller (SV Halle)                    | 63,99     |
| 3     | Shanice Craft (MTG Mannheim)                | 63,22     |
| 4     | Marike Steinacker (TSV Bayer 04 Leverkusen) | 62,61     |
| 5     | Claudine Vita (SC Neubrandenburg)           | 60,85     |
| 6     | Anna Rüh (SC Magdeburg)                     | 60,79     |
| 7     | Julia Ritter (TV Wattenscheid 01)           | 56,01     |
| 8     | Annina Brandenburg (TV Wattenscheid 01)     | 51,88     |

Datum: 4. August

### Hammerwurf
| Platz | Athletin, Verein                                    | Weite (m) |
| ----- | --------------------------------------------------- | --------- |
| 1     | Charlene Woitha (SCC Berlin)                        | 67,57     |
| 2     | Carolin Paesler (TSV Bayer 04 Leverkusen)           | 66,38     |
| 3     | Samantha Borutta (TSG Mutterstadt)                  | 62,40     |
| 4     | Sina Mai Holthuijsen (LAV Bayer Uerdingen/Dormagen) | 62,06     |
| 5     | Michelle Döpke (TSV Bayer 04 Leverkusen)            | 60,48     |
| 6     | Cathinca van Amerom (Hannover 96)                   | 58,77     |
| 7     | Maximiliane Langguth (LAZ Rhede)                    | 58,25     |
| 8     | Nancy Brandig (SWC Regensburg)                      | 56,68     |

Datum: 4. August

### Speerwurf
| Platz | Athletin, Verein                                 | Weite (m) |
| ----- | ------------------------------------------------ | --------- |
| 1     | Christin Hussong (LAZ Zweibrücken)               | 65,33     |
| 2     | Annika-Marie Fuchs (SC Potsdam)                  | 58,61     |
| 3     | Christine Winkler (SC DHfK Leipzig)              | 55,38     |
| 4     | Julia Ulbricht (1. LAV Rostock)                  | 55,25     |
| 5     | Leonie Tröger (Hallesche Leichtathletik-Freunde) | 53,87     |
| 6     | Charlotte Wissing (TSV Bayer 04 Leverkusen)      | 51,92     |
| 7     | Elisabeth Hafenrichter (LG Stadtwerke München)   | 51,52     |
| 8     | Lena Bottlender (TSV Schott Mainz)               | 48,03     |

Datum: 3. August

### Siebenkampf
| Platz | Athletin, Verein                        | Punkte |
| ----- | --------------------------------------- | ------ |
| 1     | Anna Maiwald (TSV Bayer 04 Leverkusen)  | 6106   |
| 2     | Mareike Arndt (TSV Bayer 04 Leverkusen) | 5804   |
| 3     | Laura Voß (LT DSHS Köln)                | 5379   |
| 4     | Anna-Lena Obermaier (SWC Regensburg)    | 5259   |
| 5     | Isabel Mayer (SWC Regensburg)           | 5165   |
| 6     | Carolin Klupsch (SSC Vellmar)           | 5062   |
| 7     | Anna-Lena Gamp (TV Lenzkirch)           | 5058   |
| 8     | Katharina Kemp (MTV Lübeck)             | 5056   |

Datum: 10./11. August
fand in Bietigheim-Bissingen statt

### Siebenkampf, Mannschaftswertung
| Platz | Verein, Besetzung                                                         | Punkte |
| ----- | ------------------------------------------------------------------------- | ------ |
| 1     | SWC Regensburg (Anna-Lena Obermaier, Isabel Mayer, Marion Brunner)        | 15.062 |
| 2     | TSV Schleißheim (Julia Schneider, Franziska Halbritter, Carlotta Schraub) | 14.198 |
| 3     | LG Eckental (Jasmin Maxbauer, Johanna Stegmaier, Lea Clemens)             | 13,882 |

Datum: 10./11. August
fand in Bietigheim-Bissingen statt
nur drei Mannschaften in der Wertung

### Crosslauf–5,1 km
| Platz | Athletin, Verein                                 | Zeit (min) |
| ----- | ------------------------------------------------ | ---------- |
| 1     | Elena Burkard (LG farbtex Nordschwarzwald)       | 17:29      |
| 2     | Anna Gehring (ASV Köln)                          | 17:41      |
| 3     | Caterina Granz (LG Nord Berlin)                  | 18:09      |
| 4     | Deborah Schöneborn (LG Nord Berlin)              | 18:17      |
| 5     | Miriam Dattke (LG Telis Finanz Regensburg)       | 18:21      |
| 6     | Lisa Oed (SSC Hanau-Rodenbach)                   | 18:25      |
| 7     | Jana Sussmann (Lauf Team Haspa Marathon Hamburg) | 18:32      |
| 8     | Maya Rehberg (SG TSV Kronshagen/Kieler TB)       | 18:50      |

Datum: 9. März
fand in Ingolstadt statt

### Crosslauf–5,1 km, Mannschaftswertung
| Platz | Verein, Besetzung                                                                 | Platzziffer / Zeit |
| ----- | --------------------------------------------------------------------------------- | ------------------ |
| 1     | LG Nord Berlin I (Caterina Granz, Deborah Schöneborn, Rabea Schöneborn)           | 016 / 055:18 min   |
| 2     | ASV Köln (Anna Gehring, Vera Coutellier, Esther Jacobitz)                         | 035 / 056:23 min   |
| 3     | LG Nord Berlin II (Luisa Boschan, Carmen Schultze-Berndt, Mares-Elaine Strempler) | 046 / 057:49 min   |
| 4     | LG Telis Finanz Regensburg (Miriam Dattke, Thea Heim, Lisa Basener)               | 078 / 057:57 min   |
| 5     | LG Region Karlsruhe I (Sophia Kaiser, Celine Kistner, Sarah Hettich)              | 085 / 059:51 min   |
| 6     | LG Passau (Susanne Schreindl, Eva Schultz, Lisa Fuchs)                            | 089 / 059:25 min   |
| 7     | LT DSHS Köln (Linda Wrede, Pia Zajonz, Carmen Blameuser)                          | 149 / 1:01:06 h00  |
| 8     | LG Region Karlsruhe II (Johanna Flacke, Amélie Svensson, Adeline Haisch)          | 150 / 1:01:51 h00  |

Datum: 9. März
fand in Ingolstadt statt
Die Wertung erfolgte alleine über die Platzziffer.

### Berglauf–13,2 km / 785 Höhenmeter
| Platz | Athletin, Verein                      | Zeit (h) |
| ----- | ------------------------------------- | -------- |
| 1     | Kerstin Bertsch (SSC Hanau-Rodenbach) | 1:06:22  |
| 2     | Julia Belger (OSC Löbau)              | 1:07:09  |
| 3     | Jule Behrens (ASC Darmstadt)          | 1:09:44  |
| 4     | Sabrina Prager (LG Passau)            | 1:09:57  |
| 5     | Antonia Niedermaier (PTSV Rosenheim)  | 1:10:10  |
| 6     | Amelie Gugglberger (PTSV Rosenheim)   | 1:10:58  |
| 7     | Emma Waßmer (ASC Darmstadt)           | 1:11:19  |
| 8     | Simone Raatz (ASC Darmstadt)          | 1:11:52  |

Datum: 22. September
fand in Breitungen statt

### Berglauf–13,2 km / 785 Höhenmeter, Mannschaftswertung
| Platz | Verein, Besetzung                                                               | Zeit (h) |
| ----- | ------------------------------------------------------------------------------- | -------- |
| 1     | ASC Darmstadt (Jule Behrens, Emma Waßmer, Simone Raatz)                         | 3:07:07  |
| 2     | PTSV Rosenheim I (Antonia Niedermaier, Amelie Gugglberger, Anna-Lena Stich)     | 3:12:32  |
| 3     | LG Brandenkopf (Franziska Schmieder\|Stephanie Morath, Ann-Cathrin Uhl)         | 3:15:32  |
| 4     | LG Welfen (Monica Carl, Marie-Luise Heilig-Duventäster, Uschi Bergler)          | 4:01:45  |
| 5     | SC Ostheim/Rhön (Susanne Haßmüller, Anna-Lena Klee, Maja Betz)                  | 4:02:46  |
| 6     | PTSV Rosenheim II (Amanda Reiter, Barbara Stich, Ursula Kleibel)                | 4:13:30  |
| 7     | LG Allgäu (Angelika Rauh, Sabine Kraus, Marion Weber)                           | 4:22:27  |
| 8     | SG TSV Kronshagen/Kieler TB (Heidi Wehrmann, Christine Dörscher, Verena Becker) | 4:23:46  |

Datum: 22. September
fand in Breitungen statt

### Ultratrail, 78 km, 3000 Höhenmeter
| Platz | Athlet, Verein                              | Zeit (h) |
| ----- | ------------------------------------------- | -------- |
| 1     | Pia Winkelblech (Landau Running Company)    | 8:37:15  |
| 2     | Annette Müller (LG Nord Berlin Ultrateam)   | 9:07:33  |
| 3     | Pamela Veith (TSV Kusterdingen)             | 9:11:48  |
| 4     | Silke Herrgen (Landau Running Company)      | 10:00:40 |
| 5     | Iris Stern (Landau Running Company)         | 10:44:49 |
| 6     | Kerstin Conrad (WLG UltralaufW451971)       | 11:13:49 |
| 7     | Sandra Hartz (LLG Wustweiler)               | 11:36:25 |
| 8     | Monika Kattenbusch (SC Grün-Weiß Paderborn) | 11:41:32 |

Datum: 8. Juni
fand in Reichweiler im Rahmen des Keufelskopf-Ultratrails statt
Dieser Wettbewerb gehörte erstmals zum offiziellen Programm Deutscher Leichtathletikmeisterschaften.
Anmerkung:
Auf der Webseite des Veranstalters findet sich ab Rang sechs ein anderes Resultat.

6. Laureen Picado Maagh (Liebscher & Bracht) 10:48:13

7. Kerstin Kotz (Team Sattelfest/Scheitenkorb) 10:51:39

8. Jasmin Braun (Confluentia) 11:00:50

Diese drei deutschen Teilnehmerinnen fehlen in den Übersichten in der hier verwendeten und oben angegebenen Quelle bei leichtathletik.de komplett.

### Ultratrail, Mannschaftswertung
| Platz | Verein, Besetzung                                                     | Zeit (h) |
| ----- | --------------------------------------------------------------------- | -------- |
| 1     | Landau Running Company (Pia Winkelblech, Silke Herrgen, Iris Stern)   | 29:22:44 |
| 2     | Laufclub BlueLiner (Ilka Friedrich, Anke Redantz, Brigitte Rodenbeck) | 39:41:22 |

Datum: 8. Juni

Reichweiler, im Rahmen des Keufelskopf-Ultratrails

- nur zwei Mannschaften in der Wertung

- erstmals im Programm Deutscher Meisterschaften

### 24-Stunden-Lauf
| Platz | Athletin, Verein                        | Strecke (km) |
| ----- | --------------------------------------- | ------------ |
| 1     | Antje Krause (Ultra Sport Club Marburg) | 218,346      |
| 2     | Simone Durry (TG Neuss)                 | 191,834      |
| 3     | Ilka Friedrich (Laufclub BlueLiner)     | 175,304      |
| 4     | Sigrid Hoffmann (LG Westerwald)         | 168,070      |
| 5     | Tanja Elezovic (Laufclub BlueLiner)     | 160,161      |
| 6     | Petra Fornaçon (LG Ultralauf)           | 159,357      |
| 7     | Mechthild Kolter (LG Ultralauf)         | 156,635      |
| 8     | Elke Link-Holtermann (TuS Breckerfeld)  | 148,624      |

Datum: 24./25. August
fand in Bottrop statt
Dieser Wettbewerb gehörte erstmals zum offiziellen Programm Deutscher Leichtathletikmeisterschaften.

### 24-Stunden-Lauf, Mannschaftswertung
| Platz | Verein, Besetzung                                                                        | Strecke (km) |
| ----- | ---------------------------------------------------------------------------------------- | ------------ |
| 1     | Laufclub BlueLiner (Ilka Friedrich, Tanja Elezovic, Brigitte Rodenbeck)                  | 479,583      |
| 2     | LG Ultralauf I (Petra Fornaçon, Mechthild Kolter, Edda Bauer)                            | 446,668      |
| 3     | LG Ultralauf II (Elisabeth Ploch, Katrin Tüg-Hilbert, Marlene Heller)                    | 350,619      |
| 4     | SportTrend Ultralaufteam Braunschweig e. V. (Nicole Prinz, Maike Noack, Nicole Herdegen) | 329,023      |

Datum: 24./25. August
fand in Bottrop statt
nur vier Mannschaften in der Wertung
Dieser Wettbewerb gehörte erstmals zum offiziellen Programm Deutscher Leichtathletikmeisterschaften.

## Videolinks
- Die Finals: Das 100-Meter-Finale der Herren, Sportschau, youtube.com, abgerufen am 26. April 2021
- Speerwurf - Deutsche Leichtathletik Meisterschaften 2019, youtube.com, abgerufen am 26. April 2021
- Die Finals: Lückenkemper hat das Nachsehen gegen Pinto im 100-m-Finale, Sportschau, youtube.com, abgerufen am 26. April 2021
- Die Finals - Klosterhalfen läuft zur Deutschen Meisterschaft und bricht Rekord, Sportschau, youtube.com, abgerufen am 26. April 2021
- Malaika Mihambos super Weitsprung zur Weltjahresbestleistung, Die Finals 2019 - ZDF, youtube.com, abgerufen am 26. April 2021